# Loasaceae
Loasaceae Juss., 1804 è una famiglia di piante angiosperme dell'ordine Cornales.

## Tassonomia
La famiglia comprende i seguenti generi:
- Aosa Weigend
- Blumenbachia Schrad.
- Caiophora C.Presl
- Cevallia Lag.
- Eucnide Zucc.
- Fuertesia Urb.
- Grausa Weigend & R.H.Acuña
- Gronovia Houst. ex L.
- Huidobria Gay
- Kissenia R.Br. ex Endl.
- Klaprothia Kunth
- Loasa Adans.
- Mentzelia Plum. ex L.
- Nasa Weigend
- Petalonyx A.Gray
- Pinnasa Weigend & R.H.Acuña
- Plakothira J.Florence
- Presliophytum (Urb. & Gilg) Weigend
- Schismocarpus S.F.Blake
- Scyphanthus D.Don
- Xylopodia Weigend